# セルゲイ・アントノフ
セルゲイ・アントノフ（英語: Sergey Antonov、1983年10月4日 - ）は、ロシア出身のチェロ奏者である。ボストン在住。

## 経歴
1983年、モスクワで生まれた。ピアノ奏者の祖父、チェロ奏者の両親を持つ音楽一家であった。5歳でチェロを弾き始め、モスクワ中央音楽学校に入学。卒業後はモスクワ音楽院に進学し、ロストロポーヴィチ財団のスカラシップを受け、マスタークラスに参加した。2006年に卒業。2007年、第13回チャイコフスキー国際コンクールのチェロ部門で優勝。ボストンのロンジー音楽学校(Longy School of Music of Bard College)のディプロマコースで学んでいる。

## 来日公演
2008年に初来日した。2009年にはサントリーホール23周年記念ガラ・コンサート「響」に出演。上原彩子、井上道義指揮東京交響楽団と共演。2010年1月、新日本フィルハーモニー交響楽団定期演奏会に出演。